# 織田信次 (藤四郎)
織田 信次（おだ のぶつぐ）は、江戸時代前期の人物。弟に織田貞置。

## 生涯
織田信貞の長男として誕生した。幼名は藤四郎。病気のため跡は継げなかった。息子の貞幹は弟・貞置の養子となり、尾張藩家老となった。
元禄4年（1691年）に79歳で死去。